# محمد المشوح
محمد بن عبد الله المشوح (ولد في بريدة عام 1966م / 1386هـ) محام وكاتب وناشر سعودي، ورئيس مجلس إدارة جمعية العناية بالمكتبات الخاصة منذ تأسيسها في ديسمبر 2022. كتب في عدد من الصحف والمجلات، وعرف بتأسيس «ثلوثية المشوح» التي تستضيف أبرز الشخصيات المثقفة في السعودية، وكذلك بتأسيس دار الثلوثية للنشر في الرياض، وصدر له عدد من المؤلفات من أبرزها كتاب (عميد الرحالين محمد بن ناصر العبودي: حياته، إسهاماته، جهوده).

## التعليم
- حاصل على درجة البكالوريوس من كلية الشريعة من جامعة الإمام محمد بن سعود الإسلامية.
- حاصل على درجة الماجستير في التشريع الإسلامي دراسة مقارنة من جامعة الأزهر.
- حاصل على درجة الدكتوراه في القانون على أطروحة (الحقوق والواجبات للمرأة في نظام العمل السعودي) عام 1428هـ.[5][6]

## العمل
- عمل محاميًا ومستشارًا في أمانة مدينة الرياض لمدة تسع سنوات.
- أنشأ مكتبًا للمحاماة والاستشارات وتفرغ للعمل القانوني.
- عمل نائبًا لرئيس اللجنة الوطنية للمحامين.[7]
- أسس عام 1421هـ ثلوثية د.محمد المشوح الثقافية في الرياض، وهي ملتقى ثقافي عام يستضيف الأدباء والمثقفين كما يستضيف شخصيةً من الشخصيات الثقافية والفكرية المعروفة والمؤثرة للحديث عن سيرته وتجربته.[8]
- قدم البرنامج الإذاعي (المسلمون في العالم مشاهد ورحلات) الذي استمر لأكثر من عشر سنوات.[9]
- أسس دار الثلوثية للنشر والتوزيع.[10]

## مؤلفات
- (مفردات) مقالات نشرها في مجلة اليمامة. صدر عام 2001.
- (عميد الرحالين محمد بن ناصر العبودي: حياته، إسهاماته، جهوده) صدر عام 2004.[11]
- (فقيد الثقافة والتاريخ د عبد الله العسكر) [جمع].[12]
- (في موكب الدعوة: حوارات / لقاءات) [حوارات].[13]
- (دراسات ومقالات عن معالي الشيخ محمد العبودي) صدر عام 2013.[14]
- (مقام المحاماة) صدر عام 2014. وهو عبارة عن مقالات ومشاركات تعليمية وصحفية تتعلق بمهنة المحاماة خصوصًا والعمل القانوني والقضائي عموماً.[15]

## تكريم
احتفت به جريدة الجزيرة الثقافية في مارس 2023م بتخصيص ملف عنه شارك فيه نخبة من المثقفين والأدباء والأكاديميين من داخل السعودية وخارجها؛ تقديرًا لجهوده في خدمة الثقافة.